# Política do Peru
A República do Peru é uma república presidencialista. O poder Executivo é exercido pelo Presidente da República, assessorado pelo Conselho de Ministros. O poder legislativo é representado pelo Congresso, composto por 130 parlamentares. O Peru é um Estado pluripartidário e constitui uma democracia representativa, uma vez que o povo exerce o poder através de seus representantes eleitos.
O historiador Antonio Zapata descreve o Peru como um “país conservador”, lembrando que o único poder de esquerda da história contemporânea foi o do governo de Juan Velasco Alvarado (1968-1975), autor da reforma agrária e da nacionalização dos setores estratégicos. Atualmente, quase todos os principais meios de comunicação e partidos políticos são favoráveis ao liberalismo econômico.

## Poder Executivo
O presidente da República é o mais alto cargo executivo e o mais importante a ser eleito. O Presidente é eleito  para um mandato de cinco anos, não  podendo ser reeleito logo em seguida. De acordo com a Constituição, todos os cidadãos acima de 18 anos são obrigados a votar. O sistema político do Peru inclui ainda dois vice-presidentes que exercem o mesmo mandato simultaneamente, sendo eleitos na chapa do Presidente, mas que não exercem função prevista na Constituição, salvo os casos em que o Presidente não possa exercer o mandato.
A Constituição determina que o Presidente aponte um Presidente do Conselho de Ministros, que deve assessorá-lo nas ações de governo. Porém, como o Peru adota o sistema presidencialista, o Presidente é o chefe de Estado e de Governo da nação, tendo no Presidente do Conselho a figura de assessor de governo, têm a função de representar o Presidente pera os ministros do gabinete de governo.
Uma razão é a fraqueza e os partidos políticos e fragmentação partidária. Os partidos políticos têm sido relativamente fracos na história peruana: a adopção tardia do sufrágio universal e do Estado da oligarquia dos partidos causou o surgimento do sistema de partidos democráticos só acontecem em transcición da democracia em 2000.

## Poder Legislativo
Em 1824, o Congresso uma Constituição fortemente presidencial foi estruturada e estabelecida uma de três câmaras do Congresso foi estabelecida. Os deputados, os senadores e tribunas. As três câmaras foram compostas por membros vitalícios. A Constituição de 1828, promulgada por José de la Mar bicameralismo estabelecida, mas o congresso foi fechado até 1862. Em 1968, o general Juan Velasco Alvarado deu um golpe de Estado, demitindo o presidente Fernando Belaiinde e dissolvendo o Congresso, não o mesmo que re-inaugurado até 1978. No dia 5 de abril de 1992 Alberto Fujimori dissolveu o Congresso para neutralizar seus adversários. A solução veio em meio a uma crise constitucional de 1992. Após a queda do regime de Fujimori, o congresso passou a ser unicameral.
A legislatura do Peru é o Congresso da República (Congreso de la República), um congresso unicameral composto por 130 congressistas. Os membros do Congresso são eleitos para um mandato de cinco anos através da representação proporcional. Em 2001, a proporcionalidade é reduzida, aumentando o número de parlamentares de 80 a 120. A grande distrito de Lima continua a promover a fragmentação partidária e fraca ligação entre os eleitores e seus representantes, juntamente com os poucos requisitos para a obtenção e manter o status legal.
O Congresso tem a função de:
- Propor e rever leis;
- Ratificar tratados;
- Autorizar empréstimos do governo;
- Aprovar o orçamento do governo

O Presidente tem o poder de vetar as leis votadas pelo Congresso e o Congresso, e pode interferir na nomeação de cargos.

## Poder Judiciário

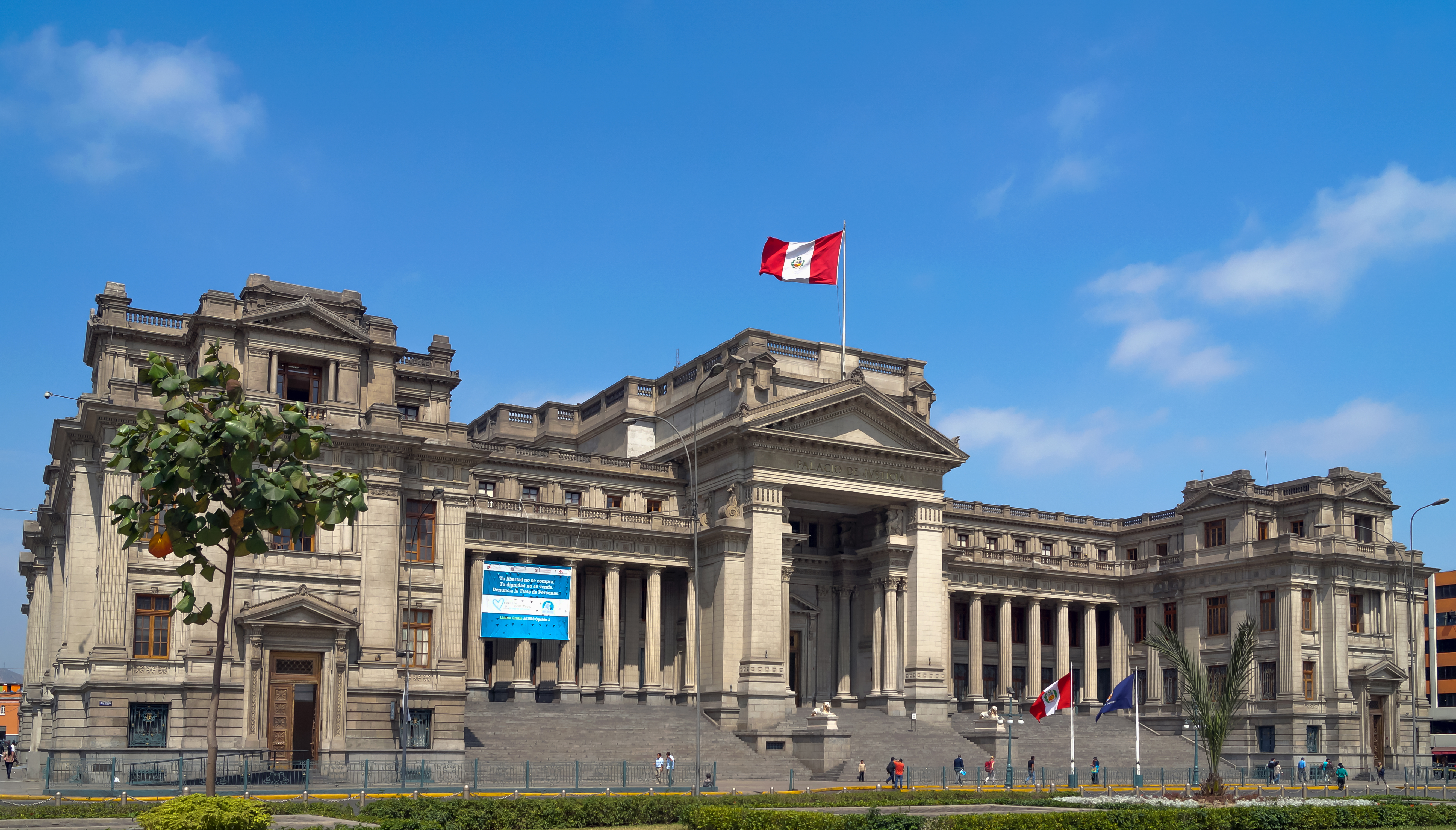
Corte Suprema de Justiça da República do Peru.

O órgão máximo do Judiciário peruano é a Suprema Corte, sediada em Lima, e formada por 16 membros. O Consejo Nacional del Judiciario é o órgão imcubido de indicar os membros da Suprema Corte. O Tribunal Constitucional interpreta a Constituição. O Poder Judiciário não tem sido muito eficaz no monitoramento e controle de Executivo. As razões são que as constituições deram amplos poderes para o Executivo, a existência de maiorias partidárias no Congresso favoráveis ao Executivo, e os incentivos que limitam as capacidades de controle. O Peru não aceita a jurisdição da Corte Internacional de Justiça.

## Nível de apoio
O nível de apoio à democracia é mais fraco do que em outros países (45% de acordo com Latinobarómetro 2004). O percentual que preferem um modelo autoritário é alta (20% Latinobarómetro 2004). Para 23% dos peruanos, não há diferença significativa entre uma sociedade democrática e um sistema autoritário. 
A falta de uma reforma política, pouca redução da pobreza e da falta de criação de emprego, parecem contribuir para a imagem negativa das instituições políticas e democráticas, bem como as partes e do Congresso.